# Ring your bell (Kalafinaの曲)
「ring your bell」（リング・ユア・ベル）は、Kalafinaの17枚目のシングル。2015年5月13日にリリースされた。

## 概要
表題曲の「ring your bell」は、前作「believe」に引き続きテレビアニメ『Fate/stay night [Unlimited Blade Works]』のEDテーマとなっており、Kalafinaの5枚目のアルバム『far on the water』にも収録されている。また、同アニメの15話エンディングテーマ「ring your bell (in the silence) 」もカップリング曲になっている。
CDは通常盤・初回限定盤A・初回限定盤B・期間限定盤・完全生産限定盤の5形態で発売され、期間限定盤と初回限定盤AにはDVDが、初回限定盤BにはBDが付属する。また、アナログレコード盤が完全生産限定盤として発売されたが、これはKalafinaとしては初となる。

## 収録曲
(作詞、作曲、編曲は、全て梶浦由記)

### 通常盤・初回生産限定盤
CD
1. ring your bell (5:14)
テレビアニメ「Fate/stay night [Unlimited Blade Works]」第2クールエンディングテーマ
2. こいびとの昔語りの夕暮れの (5:06)
3. ring your bell (in the silence) (1:33)
テレビアニメ「Fate/stay night[Unlimited Blade Works]」15話エンディング
4. ring your bell 〜Instrumental～ (5:14)

DVD/BD（初回生産限定盤のみ）
1. ring your bell (Music Video)

### 期間生産限定盤
CD
1. ring your bell
2. こいびとの昔語りの夕暮れの
3. ring your bell (in the silence)
4. ring your bell ～TV Size～ (1:34)

DVD
1. TVアニメ「Fate/stay night[Unlimited Blade Works]」ノンクレジットエンディング映像

### 完全生産限定盤
1. ring your bell
2. こいびとの昔語りの夕暮れの
3. ring your bell (in the silence)
4. ring your bell ～Instrumental～
5. ring your bell ～TV Size～